# Історія пошти та поштових марок Швеції

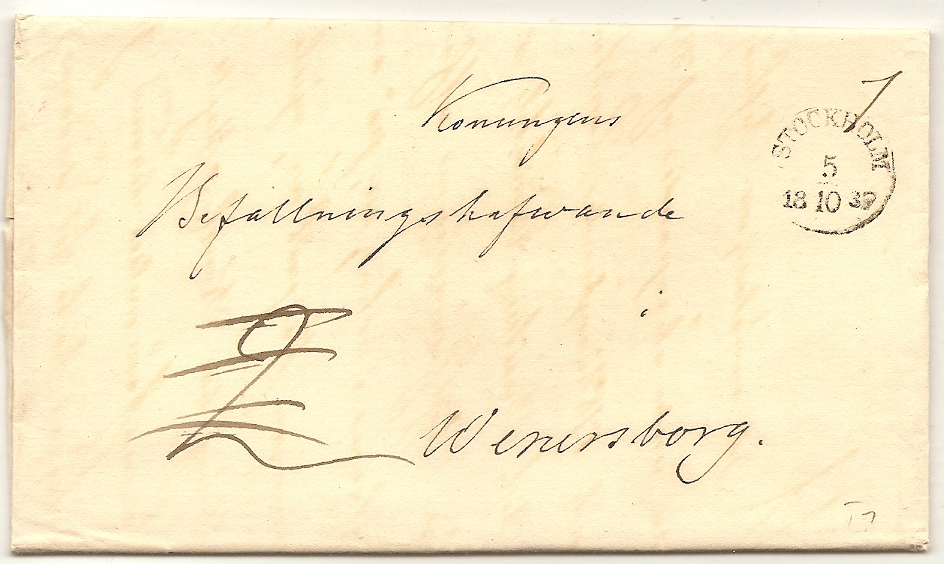
Поштовий конверт домарочного періоду, відправлений з Стокгольму 1839 р.

Історія пошти та поштових марок Швеції охоплює ранній (домарочний) період, класичний (марок XIX — початку XX століття) і сучасний період. Починаючи з 1855 р. Швеція видає власні поштові марки, а з 1875 р. входить у Всесвітній поштовий союз (ВПС). Поштові операції в країні здійснює компанія «Posten AB».

## Історія пошти

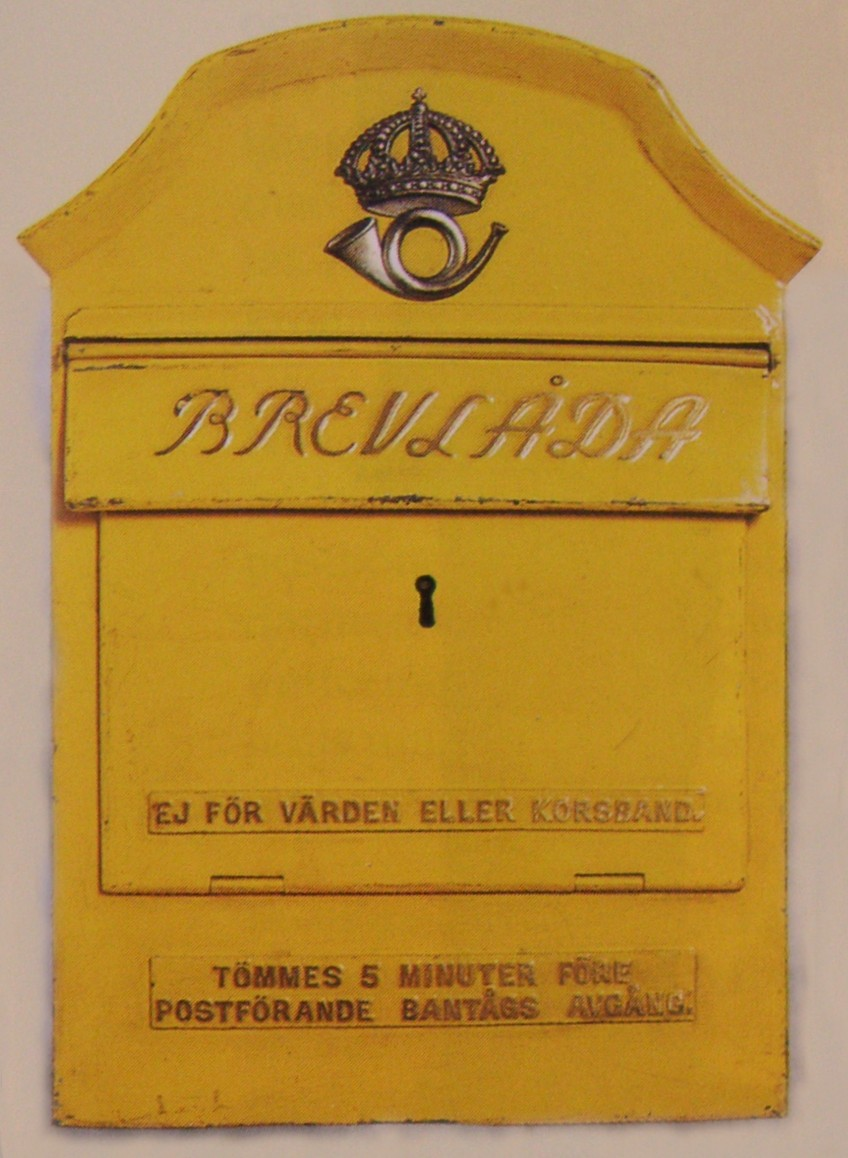
Старовинна поштова скринька з емблемою поштового відомства Швеції (1905 р.)

Історія пошти Швеції в сучасному розумінні починається в XVII столітті. Попередником регулярної шведської державної поштової служби «Постен» (швед. Posten) було Королівське поштове управління (швед. Kungliga Postverket), засноване в 1636 р. за ініціативою канцлера Акселя Оксеншерна (швед. Axel Oxenstierna). 20 лютого 1636 р. був виданий указ про пошту опікунського уряду королеви Христини, в якому говорилося:
| Ліві лапки | Ми, Христина, Божою милістю обрана правителька і Княгиня-Спадкоємиця Шведів, Готів і Венедів, <...> оголошуємо, що Ми милостиво зволили влаштувати у всіх провінціях по всій нашій державі надійну і регулярну пошту <...>. Дано в нашому замку в Стокгольмі 20 лютого, в році 1636. | Праві лапки |

Першим директором пошти Швеції став Бейер (Beyer), а його син, Йоганн-Габріель Бейер (1645—1705 рр.), відомий також як поет, був другим директором пошти.
До XVIII століття поштова служба діяла всюди в країні. Для листів стали використовувати штемпелі із зображенням корони і літерами «B» («Betald» — «сплачено») або «F» («Fri» — «вільно»). В кінці XVII століття в Стокгольмі був введений штемпель із назвою міста.
З середини XVIII століття на листи до воскової печатки стали прикріплювати перо птиці, для повідомлення поштових службовців про необхідність термінової доставки відправлення, що було відмітною рисою шведських поштових відправлень у минулому.
Перевезення як поштових тюків, так і пасажирів було обов'язком деяких категорій землевласників, які отримували за це винагороду. Повинність ця була скасована в 1870 р.. З цього часу шведська пошта стала добувати необхідні їй перевізні засоби шляхом вільної угоди з приватними підприємцями. До кінця XIX століття поштою, не поєднаною з телеграфною службою, відало головне управління, підпорядковане міністрові фінансів. Окружних установлень не було.
Швеція була в числі перших держав, які підписали 9 жовтня 1874 р. Загальну поштову конвенцію, а пізніше приєдналася до ВПС (з 1 липня 1875 р.)[2] та до угод про поштові доручення (1885 р.) і про газетні операції (1891 р.). Зі Швецією також були укладені угоди про взаємний обмін грошових поштових переказів з іншими країнами, в тому числі з Російською імперією (1904—1905 р.).
За відомостями за 1894 р., в Швеції було 262 поштові установи, що становили одну поштову установу на 194,8 км² і на 2164 жителів. Загальне число відправлень дорівнювало 152 127 000 одиниць, в тому числі:
- 65 197 000 листів,
- 7 173 000 відкритих листів (листівок),
- 75 711 000 творів друку,
- 1 379 000 поштових переказів та
- 765 000 посилок.

На одного шведського жителя припадало 28,4 поштового відправлення. Дохід від шведської пошти перевищував витрати (у перерахуванні на рублі Російської імперії; позитивна різниця становила 3 337 640 рублів). [3]

## Випуски поштових марок

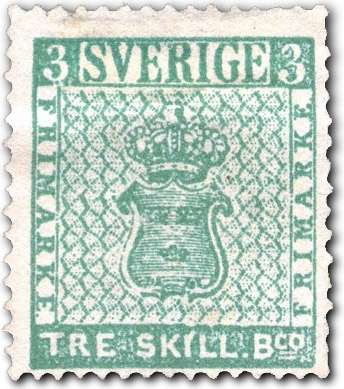
Перша марка Швеції з 1855 р. — № 1 згідно з каталогами Міхеля та Івера-Тельє

### Класичний період
- Були спроби впровадити в шведську поштову систему в 1823 р. особливих знаків поштової оплати, попередників поштових марок (див. Куррі Габріель Треффенберг).
- Але перші поштові марки Швеції, так звані «Скіллінг Банко»[7], вийшли 1 липня 1855 р.. Це була серія з п'яти мініатюр, з номіналом в Скіллінг банко (швед. skilling banco), зазначеному прописом. Марки мали зубцівку, на них був зображений державний герб Швеції і вказано назву країни — «SVERIGE» («Швеція»)[1]. Автором малюнка був граф П. А. Спарре (Pehr Ambjörn Sparre af Söfdeborg[sv]). Одна з марок серії — номіналом в 3 Скіллінга — в невеликої частини тиражу була помилково надрукована в оранжувато-жовтому кольорі (замість зеленого). Ця марка, що отримала назву «Жовтий трискіллінговік», відома у світі в однині (у погашеному вигляді) і є найдорожчою колекційною маркою у світі[1][8].
- У 1858 р. Швеція перейшла на нову грошову одиницю — ріксдалер (швед. riksdaler), рівний 100 ері. У зв'язку з цим 1 липня 1858 р. були випущені марки з таким же малюнком, як і в 1855 р., але з номіналом у новій валюті і трохи меншого розміру[1].
- У 1862 р. на марках Швеції вперше з'явився графічний сюжет — «Лежачий лев»[1].

| |                                     |                                               |
| 1855: марка номіналом у Жовтий трискіллінговік-банко з помилкою друку на поштовій марці щодо кольору, унікум (Sc #1a) | 1858: марка Швеції, 50 ерє (Sc #12) | 1866: марка з малюнком «Лежачий лев» (Sc #14) |

У 1872 р. в серії марок «Цифри в колі» була вперше в Швеції застосовано двоколірний друк. Мініатюра з найвищим номіналом в 1 ріксдалер була надрукована в коричневому і блакитному кольорах (у 1886 році ця марка була надрукована з номіналом, вираженим в новій шведській валюті — 1 крона). Серед марок 1872 р. є цікавий різновид: поштова мініатюра номіналом в 20 ері відома з написом «TRETIO» («тридцять») замість «TJUGO» («двадцять»). Ця помилка виникла в 1879 р. при додрукуванні тиражу. Відомо всього 970 екземплярів таких марок. Серія «Цифри в колі» була повторена у 1886 р. з надрукованим на задній стороні марки поштовим ріжком блакитного кольору (пізніше ріжок стали друкувати під шаром клею).
|                                                       |                                                   | |                                          |
| 1872: марки з серії «Цифри в колі» на вирізці з листа | 1872: перша марка с двокольоровим друком (Sc #27) | 1879: марка номіналом у 20 ерє з помилкою у написі номіналу — «тридцять» замість «двадцять» (Sc #33a) | 1903: перша комеморативна марка (Sc #66) |

- Портрет короля Оскара II вперше з'явився на шведських марках у 1885 р.[9].
- У 1889 р. на частини тиражу марок «Цифри в колі» номіналом у 12 і 24 ері була зроблена перша надпечатка (Скотт # 50, 51), щоби викликати зниження номіналу (до 10 ері).[1]

Марки перших випусків були в обігу до 30 грудня 1910 р.. Всі вони друкувалися в листах друкарською печаткою на папері ручного виготовлення з водяним знаком «три корони». Всі випуски мають велику кількість різновидів у зв'язку з помилками друку, товщиною паперу тощо. З 1904 р. марки випускалися не тільки в листах, але і у вигляді буклетів.
У новій серії марок 1910 р. використовувався малюнок малого державного герба (для низьких номіналів) і портрет короля Густава V в анфас. Надалі на цих марках неодноразово робили надпечатки нових номіналів, в тому числі для доплатних і поштово-благодійних марок (1916 р.) і марок авіапошти (1920 р.).
Перша шведська пам'ятна (комеморативна) марка, яка зображала Центральну поштову контору в Стокгольмі, з'явилася в 1903 р. у зв'язку з її відкриттям. Комеморативні марки Швеції продавалися на пошті всього кілька місяців.

### Сучасний період

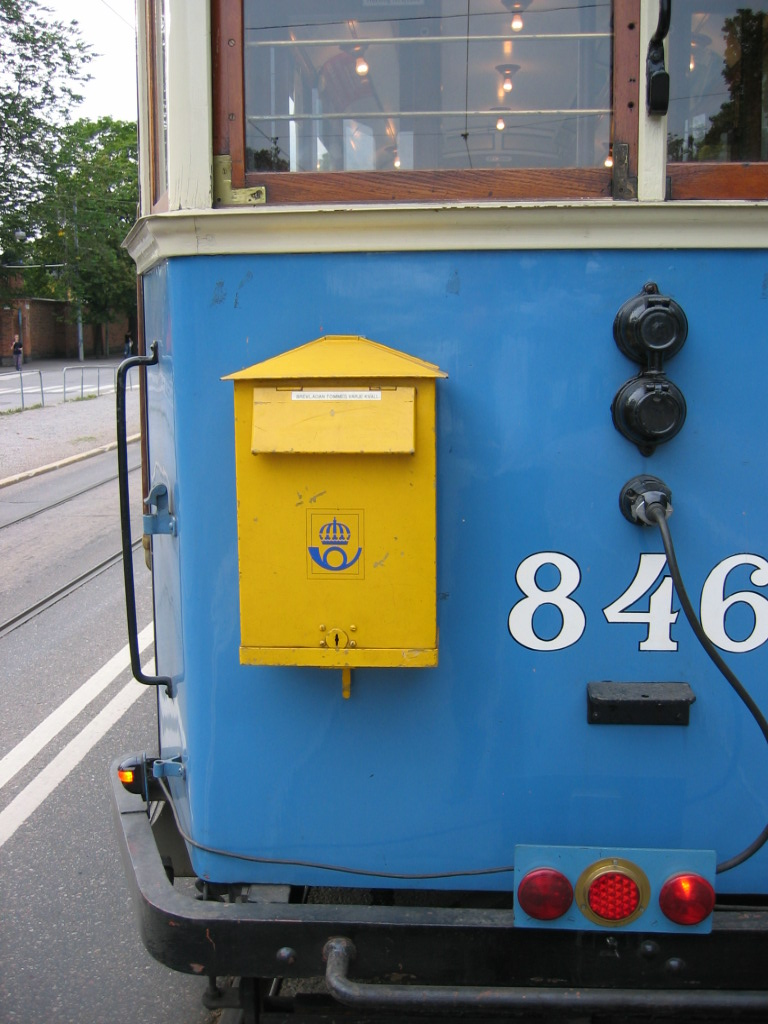
Сучасна поштова скринька на стокгольмському трамваї

- У 1920 р. шведська пошта отримала власну друкарню. Були придбані машини для друку і розрізання паперового аркуша. Отримані смужки з надрукованими марками згорталися в рулон. Кожен рулон складався з 100 або 500 знаків поштової оплати. Марки в рулонах мали перфорацію з двох протилежних сторін. Випуск їх триває до теперішнього часу[11]. Серед рулонних марок зустрічаються перегортки. Пари або трійки таких марок, з яких одна є перевернутою по відношенню до інших, вельми рідкісні і у колекціонерів коштують приблизно в тисячу разів дорожче звичайних. Як правило, рулонні марки друкувалися в техніці гравюри на сталі.
- У 1920-х роках шведська поштова служба стала випускати не тільки стандартні, але й пам'ятні марки невеликого формату. Сюжетами для них служили портрети покійних шведських королів Густава II Адольфа (до трьохсотріччя передачі приватної пошти в суспільну власність), Густава Вази (до трьохсотріччя війни за визволення).
- Марки 1924 р. присвячені були Всесвітньому поштовому конгресу в Стокгольмі і п'ятдесятиріччю Всесвітнього поштового союзу[9], випускалися в аркушах з чотиристоронньої перфорацією.
- Серії рулонних марок шведська пошта випускала також і в буклетах (зошитах). Спочатку буклети збирали вручну, а з 1940 р. — машинним способом. З 1954 р. для продажу буклетів стали використовуватися автомати. У зв'язку з цим випускали спеціальні буклети з твердою обкладинкою (картон замість паперу)[11].
- З 1961 р. виходять марки з портретами лауреатів Нобелівської премії.
- У 1969 р. був надрукований перший шведський поштовий блок з п'яти марок, присвячений 100-річчю з дня народження живописця Івана Агуелі (Ivan Agueli).
- З 1979 р. поштове відомство Швеції випускає марки зі знижкою. Це стандартні знаки поштової оплати з символічним малюнком без вказівки номіналу (1979—1980 рр.), або з гербами провінцій і з номіналом в 1,40 крони (1981—1982 рр.). Вони видавались у буклетах з 20 марок, і кожна шведська сім'я мала право придбати за зниженою ціною два буклети на рік. Марки можуть бути використані для оплати відкритих і простих листів всередині країни[5].

Шведські марки до 1890 р. друкувалися типографським способом, а потім металографічно. Що відрізняється високою якістю поліграфії.
Тільки 5 % всіх марок в Швеції продається колекціонерам, решта використовуються безпосередньо для поштових потреб.

## Інші види поштових марок

### Незвичайні марки

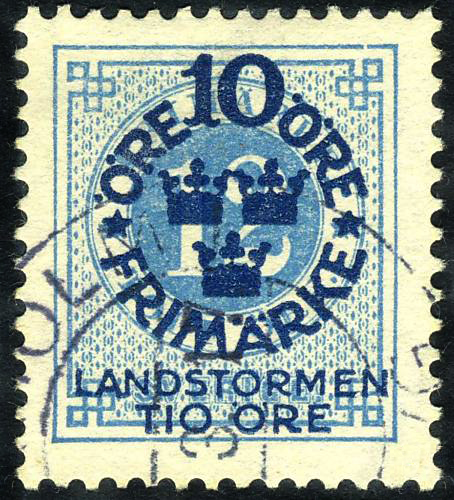
Поштово-благодійна марка Швеції, 1916 р.

У серпні 2001 р. шведська пошта випустила перші в світі самоклеючі марки, віддруковані способом металлографіки. Серія з трьох мініатюр була присвячена рибам, що живуть у морських водоймах і прибережних водах Швеції.

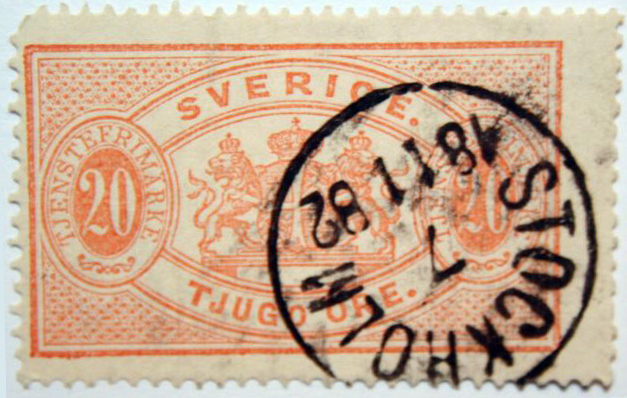
Службова марка Швеції, 1874 р.

Крім звичайних поштових марок, Швеція випускала інші види марок:
- поштово-благодійні марки;
- службові (Tjänstefrimärken) — для потреб державних та урядових установ;
- службові (Postsaksmärken) — для офіційних відправлень за кордон; використовувалися також для бланків поштових грошових переказів за кордон;
- доплатні (Lösenfrimärken);
- відповідні для військових листів (Svarsmärken från militärbrev).

### Поштово-благодійні
Перші поштово-благодійні марки вийшли у 1916 р. для потреб пов'язаних із Першою світовою війною. Вони мали вигляд надпечаток на марках 1872–1886 років.

### Службові
Службові марки з'явилися в 1874 р. і використовувалися до 1 липня 1920 р.. У даний час внутрішня службова кореспонденція пересилається без марок, а міжнародна оплачується звичайними марками.

### Доплатні

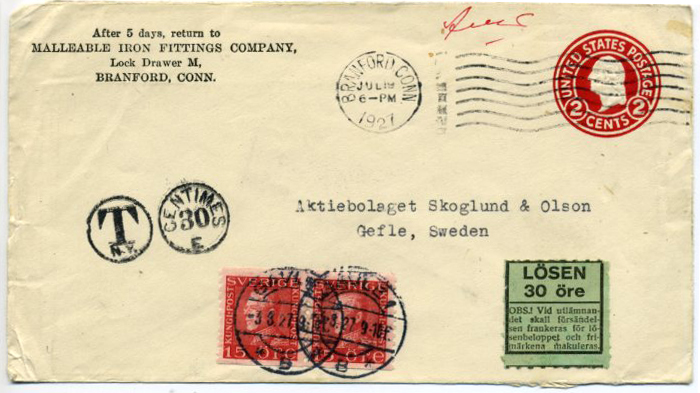
Маркований конверт США, відправлений з Бренфорду (Коннектикут, США) в Євле (Швеція) з доплатою наклейкою (1927 р.). При отриманні листа стягувалася зазначена на наклейці доплата у 30 ерє, а на цю суму на конверт були наклеєні дві стандартні марки Швеції номіналом у 15 ерє кожна

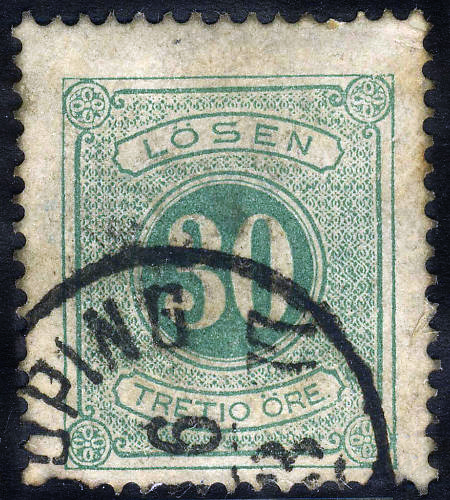
Доплатна марка Швеції, 1874 р.

Доплатні марки випускалися в 1874–1877 роках і були вилучені з обігу 1 січня 1892 р.. Замість них застосовуються звичайні знаки поштової оплати, які гасяться спеціальними штемпелями. Величина доплати вказується на спеціальних наклейках зеленого кольору. Існує дев'ять видів цих наклейок.

### Авіапоштові

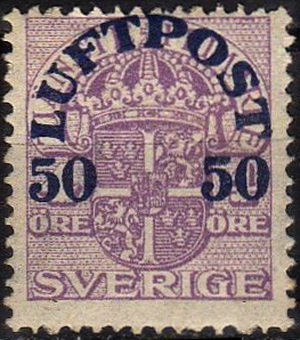
Перша авіапоштова марка Швеції, 1920 р.

У 1912 р. з'явилася напівофіційна марка (швед. Halvofficiella), яка використовувалася для авіалистів, що перевозяться літаком 21, 22 і 26 вересня 1912 р.. Продавалася вона за 60 ері, крім того, лист мав бути оплачену марку в 10 ері. Залишок її був надпечатаний 16 вересня 1937 р. на діагоналі «Silverjubileet 1937». Відомо тільки вісім негашених марок такого типу.

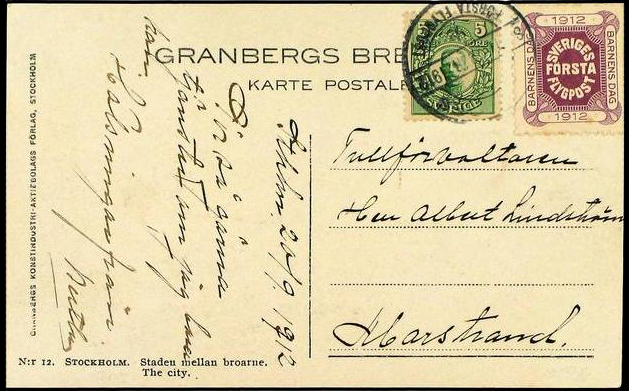
Поштова картка, франкована стандартною маркою Швеції номіналом у 5 ерє та напівофіційною авіапоштовою маркою без указування номіналу, 1912 р.

Перша серія авіапоштових марок (швед. Flygpostmärken) вийшла в 1920 р.. На службових марках була зроблена надпечатка тексту «Luftpost» нового номіналу. Всього з 1920 р. до 1930 р. у Швеції вийшло п'ять авіапоштовій марок.

### Марки польової пошти

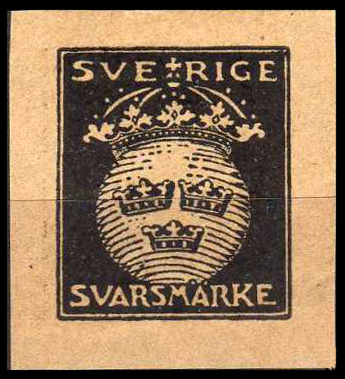
Відповідна марка для військових листів, 1929 р.

- З 26 вересня 1929 р. у Швеції випускаються відповідні марки для військових листів. Кожен військовослужбовець Шведської Армії отримує щотижня один конверт польової пошти. На верхньому клапані його надрукована марка для відповіді, зворотна сторона якої забезпечена клеєм. Марку вирізують з конверта і використовують для будь-якого поштового відправлення на армійську адресу[5].
- З 23 грудня 1934 р. до 17 лютого 1935 р. в Саарланді в місті Мерциг працювала шведська польова пошта. Спочатку використовувалися Саарландські марки, потім шведські, а також марковані поштові картки польової пошти. Вони гасилися штемпелем з написом «Шведський батальйон Саар» (швед. Svenska Bataljonen Saar)[5][13].

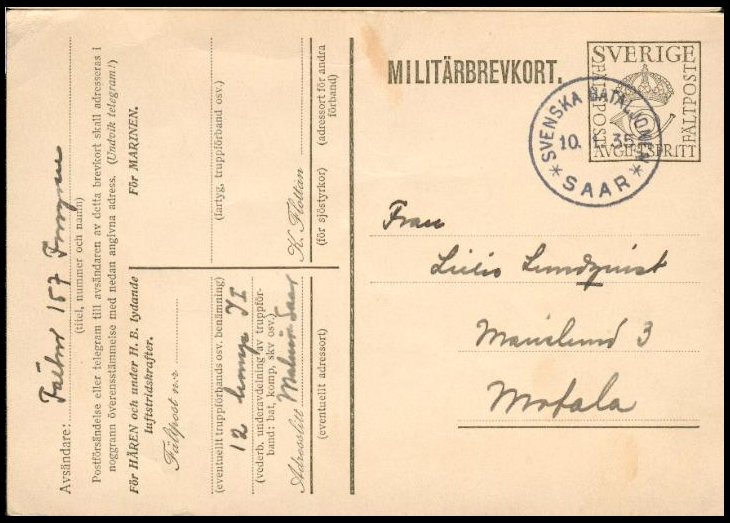
Маркована поштова картка польової пошти Швеції з гасінням
відділення польової пошти в Саарланді (1935)

Шведські підрозділи у військах ООН мають власну пошту та використовують шведські марки і штемпелі з відповідними написами.

### Телеграфні
У минулому для оплати телеграфних послуг у Швеції застосовувалися телеграфні марки з написами «Королівська телеграфна адміністрація» (швед. Kongl. Telegrafverket або швед. Kungl. Telegrafverket).

### Автоматні
З квітня 1991 р. у Швеції почали використовуватися автоматні марки.

### Цифрові

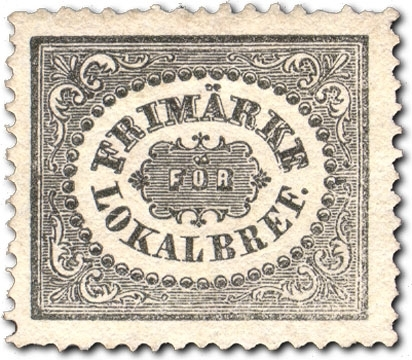
1856: марка для місцевого (міського) листа

З 2011 р. поштою Швеції (і одночасно Данії) введена нова система оплати поштових відправлень — за допомогою «цифрових марок». Оплата здійснюється через «SMS» (Службу коротких повідомлень), за допомогою повідомлення «porto» на короткий номер 1900. Після цього на телефон відправника надсилається цифровий код. Його можна роздрукувати або безпосередньо на конверті (в тому місці, де зазвичай розташована поштова марка), або на окремому аркуші паперу з наступним вирізуванням і наклеюванням на будь-якому виді відправлення — бандеролі, посилки або листівці, але не придатною для роздруковування на принтері

## Локальна та приватна пошта
Міські пошти
У липні 1856 р. вступила в обіг безномінальна марка для оплати поштових відправлень у межах Стокгольму — так званий «Чорний провізор». На марці є напис «Марка для місцевого листа» (швед. Frimärke för lokalbref). Продавалася вона за 1 Скіллінг банко, а з 1 липня 1858 р. — за 3 ері. У 1862 р. була перевидана в зміненому кольорі — коричнева замість чорної.
З кінця XIX століття в Швеції існували приватні міські пошти, що випускали власні марки і цілісні речі (Гетеборг, Мальме, Гельсінборг та ін.). Всі приватні пошти були закриті в липні 1947 р..
Кіруна
У місті Кіруна з 1900 р. працює локальна пошта «Kiruna Mail», яка займається збором і доставкою кореспонденції з міста до відділення державної пошти. З 1997 р. випускаються власні марки без вказівки номіналу. Вартість доставки листа до державної пошти в 2000 р. становила 3,50 крони.

## Цільні і цілі речі
Перша шведська цільна річ з'явилася 1 січня 1879 р.. Це був маркований конверт, у правому верхньому кутку якого була надрукована стандартна марка номіналом в 12 ері. Відомі також конверти з надрукованими марками в 6 і 10 ері; такі номіналом в 2 ері були конвертами місцевої пошти.
Шведська пошта випускала інші цілісні речі:
- аерограми (в тому числі безномінальні),
- поштові картки (у тому числі офіційні) — одинарні та подвійні (листівки).

У Швеції також офіційно видавалися конверти (поштівки) першого дня і картмаксімуми, що відносяться до цілих речей. Перший конверт першого дня був випущений для марок 1928 р. — до сімдесятиріччя короля Густава V.
- У 1981 році вийшов перший офіційний шведський картмаксімум («Історія шведського кіно»).

## Художники марок
Одним з відомих художників і граверів шведських марок є поляк за походженням Чеслав Сланя (пол. Czesław Słania; 1921–2005 рр.) який почав створювати малюнки і друковані форми для шведських марок у 1959 р. і з часом досяг у своєму ремеслі видатних успіхів.

## Розвиток філателії
Колекціонерів шведських марок обслуговує спеціальна секція поштового відомства країни. У Швеції видаються інформаційні листи, брошуровані в спеціальну обкладинку з роз'ємними затискачами. Вони повідомляють про кожну нову марку на трьох мовах: англійській, французькій і німецькій. Інформація супроводжується кольоровими ілюстраціями, і виходить 15-20 разів на рік. Крім того, видається щорічний спеціалізований каталог марок скандинавських країн «Фаціт» та ілюстрований прейскурант.

## Цікаві факти
5 жовтня 1991 р. шведській поштою була видана серія марок, на яких були зображені популярні шведські музиканти: Лена Філіпссон, Джеррі Вільямс і гурт Roxette. Марки були підготовлені з метою прилучення шведських дітей до філателії. Одночасно в продаж надійшла касета зі збіркою пісень представлених на марках артистів. Музично-філателістичні сувеніри можна було придбати тільки в шведських поштових відділеннях, а кошти від продажу касети пішли до фонду дослідження ракових захворювань. Пізніше, під час запису американського телешоу «Сьогодні ввечері з Джеєм Лено», учасників гурту Roxette Пера Гессле та Марі Фредрікссон запитали про те, як вони ставляться до своїх зображень на національних поштових марках. Пер жартома зауважив: «Здорово відчувати, що вся країна облизує твою спину».